# Victor Durand
Victor Durand (1761-1802), est un imprimeur-libraire suisse.

## Biographie
Victor Durand est le fils du ministre et recteur de l'académie de Lausanne Jacques François Durand. Celui-ci avait fondé avec Jean Pierre Heubach la « Société typographique de Lausanne ». Victor Durand fait son apprentissage chez Barthélemy Chirol à Genève. En 1788, il ouvre une librairie à Lausanne et s'associe avec Heubach (« Heubach, Durand et compagnie »). Il épouse la sœur de l'imprimeur-libraire lausannois Jules Henri Pott. 
Il est arrêté à Berne pour propos séditieux prononcés le 14 juillet 1791 et emprisonné à Lausanne puis à Berne. Il est condamné le 1er juin 1792 à quatre ans d'arrêts domestiques ; il dénonce alors d'autres patriotes vaudois, ce qui lui permet de continuer son commerce.